# Valeria Rivero
Valeria Rivero (8 de septiembre de 1984) es una deportista peruana que compitió en bádminton, en la modalidad de dobles. Ganó dos medallas de bronce en los Juegos Panamericanos, en los años 2003 y 2007.

## Palmarés internacional
| Juegos Panamericanos | Juegos Panamericanos            | Juegos Panamericanos | Juegos Panamericanos |
| Año                  | Lugar                           | Medalla              | Prueba               |
| -------------------- | ------------------------------- | -------------------- | -------------------- |
| 2003                 | Santo Domingo (Rep. Dominicana) | Medalla de bronce    | Dobles               |
| 2007                 | Río de Janeiro (Brasil)         | Medalla de bronce    | Dobles               |